# Чемпіонат України з легкої атлетики в приміщенні 2024
Чемпіонат України з легкої атлетики в приміщенні 2024 серед дорослих був проведений 2-4 лютого в легкоатлетичному манежі Київської міської школи вищої спортивної майстерності.
Одночасно з основним чемпіонатом був проведений чемпіонат України з легкоатлетичних багатоборств у приміщенні.

## Призери

### Чоловіки
| Дисципліни                | Золото                                                                             | Золото      | Срібло                                                           | Срібло      | Бронза                                                                         | Бронза      |
| ------------------------- | ---------------------------------------------------------------------------------- | ----------- | ---------------------------------------------------------------- | ----------- | ------------------------------------------------------------------------------ | ----------- |
| 60 метрів                 | Олександр Соколов Дніпропетровська область                                         | 6,63 PB     | Андрій Васильєв Запорізька область                               | 6,65 SB     | Станіслав Коваленко Дніпропетровська область                                   | 6,73        |
| 200 метрів                | Дмитро Гладкий Київ                                                                | 22,20 SB    | Давид Кулаковський Полтавська область                            | 22,31 PB    | Максим Романов Сумська область                                                 | 22,73       |
| 400 метрів                | Олександр Погорілко Сумська область                                                | 47,61       | Данило Даниленко Волинська область                               | 47,86 SB    | Ярослав Демченко Сумська область                                               | 49,27       |
| 800 метрів                | Олег Миронець Чернівецька область                                                  | 1.49,16 SB  | Євген Кузнєцов Донецька область                                  | 1.51,04 PB  | Василь Войтюк Вінницька область                                                | 1.51,10 PB  |
| 1500 метрів               | Андрій Краковецький Вінницька область                                              | 3.52,09     | Олег Каяфа Київ                                                  | 3.52,77 PB  | Дмитрій Ніколайчук Київ                                                        | 3.53,31     |
| 3000 метрів               | Андрій Атаманюк Хмельницька область                                                | 8.10,32 PB  | Ілля Сосницький Вінницька область                                | 8.16,83 PB  | Роман Ростикус Львівська область                                               | 8.20,56 SB  |
| 60 метрів з бар'єрами     | Олег Кукота Київ                                                                   | 7,94        | Віктор Солянов Київ                                              | 8,02 SB     | Дмитро Багінський Житомирська область                                          | 8,13 SB     |
| 3000 метрів з перешкодами | Василь Сабуняк Київ                                                                | 9.02,09 SB  | Костянтин Коляда Львівська область                               | 9.12,33 SB  | Віталій Альохін Харківська область                                             | 9.29,17 PB  |
| 4×400 метрів              | Сумська областьЄвген Швець Андрій Нечипоренко Ярослав Демченко Олександр Погорілко | 3.16,15     | КиївДмитро Гладкий Антон Шмаровоз Дмитро Гончар Нікіта Родченков | 3.22,92     | Вінницька областьВадим Гиренко Владислав Галіброда Сергій Носулько Артем Кахно | 3.25,49     |
| Ходьба 10000 метрів       | Іван Банзерук Волинська область                                                    | 39.49,64 PB | Віктор Шумік Волинська область                                   | 40.55,59 PB | Микола Рущак Сумська область                                                   | 44.07,85 PB |
| Стрибки у висоту          | Олег Дорощук Кіровоградська область                                                | 2,29 PB     | Роман Петрук Житомирська область                                 | 2,23 SB     | Вадим Кравчук Львівська область                                                | 2,20        |
| Стрибки з жердиною        | Олександр Онуфрієв Дніпропетровська область                                        | 5,40 SB     | Ілля Бобровник Київ                                              | 5,20 PB     | Валентин Лобода Донецька область                                               | 4,85 PB     |
| Стрибки у довжину         | Ярослав Ісаченков Харківська область                                               | 7,83 SB     | Ігор Гончар Донецька область                                     | 7,69 SB     | Данило Дубина Київ                                                             | 7,38        |
| Потрійний стрибок         | Владислав Шепелєв Одеська область                                                  | 16,45 PB    | Артем Коноваленко Донецька область                               | 15,72 SB    | Володимир Данильченко Дніпропетровська область                                 | 14,96       |
| Штовхання ядра            | Артем Левченко Харківська область                                                  | 19,15       | Ігор Мусієнко Сумська область                                    | 18,36       | Віктор Самолюк Київська область                                                | 18,17 SB    |
| Семиборство               | Олександр Климач Київська область                                                  | 5104        | Владислав Різниченко Одеська область                             | 4867        | Максим Зейналян Волинська область                                              | 4559        |

### Жінки
| Дисципліни                | Золото                                                                             | Золото       | Срібло                                                                             | Срібло      | Бронза                                                                  | Бронза      |
| ------------------------- | ---------------------------------------------------------------------------------- | ------------ | ---------------------------------------------------------------------------------- | ----------- | ----------------------------------------------------------------------- | ----------- |
| 60 метрів                 | Діана Гончаренко Сумська область                                                   | 7,29 PB      | Анна Карандукова Кіровоградська область                                            | 7,57 PB     | Ольга Юзва Чернівецька область                                          | 7,58 SB     |
| 200 метрів                | Марія Буряк Київ                                                                   | 24,28 SB     | Тетяна Кайсен Дніпропетровська область                                             | 24,36 SB    | Ірина Бутенко Київ                                                      | 24,95       |
| 400 метрів                | Тетяна Харащук Івано-Франківська область                                           | 54,22 PB     | Тетяна Мельник Київ                                                                | 54,78 SB    | Тетяна Безкровна Черкаська область                                      | 56,71       |
| 800 метрів                | Юлія Григор'єва Львівська область                                                  | 2.17,00      | Світлана Жульжик Рівненська область                                                | 2.17,09     | Дар'я Вдовиченко-Чепурна Київ                                           | 2.17,36     |
| 1500 метрів               | Уляна Рачинська Львівська область                                                  | 4.29,69 SB   | Тетяна Чорновол Київ                                                               | 4.31,66 PB  | Анжеліка Бондар Київ                                                    | 4.31,74 PB  |
| 3000 метрів               | Вікторія Шкурко Київська область                                                   | 9.44,22      | Ірина Городиська Київ                                                              | 9.51,66 PB  | Тетяна Чорновол Київ                                                    | 9.52,78 PB  |
| 60 метрів з бар'єрами     | Анна Плотіцина Київська область                                                    | 8,17 SB      | Наталія Юрчук Рівненська область                                                   | 8,24 SB     | Кристина Юрчук Донецька область                                         | 8,58        |
| 3000 метрів з перешкодами | Ганна Жмурко Чернігівська область                                                  | 10.19,44 SB  | Вікторія Дуткевич Львівська область                                                | 10.27,79 PB | Катерина Комар Рівненська область                                       | 10.36,20 PB |
| 4×400 метрів              | Вінницька областьНаталія Бесідовська Анастасія Іванова Анна Дорофєєва Марія Черкас | 3.48,94      | Донецька областьОксана Долинчук Дар'я Дубенець Марія Позднякова Валентина Демченко | 3.53,85     | КиївХристина Кузьменко Поліна Науменко Анжеліка Бондар Дар'я Вдовиченко | 3.54,81     |
| Ходьба 10000 метрів       | Людмила Оляновська Київська область                                                | 43.53,84 NIB | Тамара Гаврилюк Житомирська область                                                | 47.27,07 SB | Аліна Цвілій Київська область                                           | 51.04,62 PB |
| Стрибки у висоту          | Юлія Левченко Київ                                                                 | 1,92 SB      | Юлія Чумаченко Донецька область                                                    | 1,90 SB     | Лілія Клінцова Харківська область                                       | 1,79 SB     |
| Стрибки з жердиною        | Юлія Козуб Миколаївська область                                                    | 3,80 SB      | Тетяна Гамора Харківська область                                                   | 3,65 SB     | Ольга Лапузова Харківська область                                       | 3,65 PB     |
| Стрибки у довжину         | Оксана Мартинова Харківська область                                                | 6,42 SB      | Світлана Бойчук Київ                                                               | 6,20 PB     | Аліна Лістунова Львівська область                                       | 6,19 PB     |
| Потрійний стрибок         | Вікторія Баранівська Донецька область                                              | 13,70 SB     | Анна Красуцька Донецька область                                                    | 13,66 SB    | Ольга Корсун Полтавська область                                         | 13,24       |
| Штовхання ядра            | Ольга Голодна Київська область                                                     | 15,53 SB     | Ангеліна Шепель Чернігівська область                                               | 14,98 PB    | Дар'я Козачок Житомирська область                                       | 14,47 PB    |
| П'ятиборство              | Тетяна Білик Харківська область                                                    | 4052         | Валерія Мухоброд Київ                                                              | 3605        | Катерина Потапенко Київ                                                 | 3228        |